# Drapeau de la RSS du Tadjikistan

Le Drapeau de la RSS du Tadjikistan

Le Drapeau de la RSS du Tadjikistan a été adopté par la RSS tadjik le 20 mars 1953.
Jusqu'en 1953, le drapeau était rouge avec le marteau et la faucille d'or dans le coin supérieur gauche, au-dessus des caractères cyrillique en or du РСС Тоҷикистон (RSS Tojikiston) en tadjik (Таджикская ССР ; Tadzhikskaya SSR) et en russe.
Entre 1937 et les années 1940, le drapeau n'a pas changé, mais il y avait une ligne de caractères en caractère latins (RSS Toçikiston).
Entre le 4 juillet 1935 et 1937, la faucille et du marteau ont été enlevés.
Entre le 25 février 1931 et juillet 1935, les caractères cyrilliques ont été enlevés.
Le premier drapeau de la République socialiste soviétique tadjik a été adoptée le 23 février 1929, et était rouge avec les armoiries dans le coin supérieur gauche.